# タラナキ (NPC)
タラナキ（Taranaki）は、ニュージーランド北島のタラナキ地方を拠点とする、ニュージーランド州代表選手権（NPC、National Provincial Championship）に参入している、タラナキ州（Taranaki Region）代表のラグビーユニオンチームである。愛称はタラナキ・ブルズ（Taranaki Bulls）。食品会社Yarrows The Bakersのスポンサー名を冠して、Yarrows Taranaki Bullsともいう。
ここでは、チームを統括する組織「タラナキ・ラグビーフットボール・ユニオン（Taranaki Rugby Football Union）」についても述べる。

## ホームスタジアム
ホームスタジアムは、ニュープリマスにあるヤロウ・スタジアム（Yarrow Stadium）と、イングルウッドにあるTET Stadium & Events Centre。

## 沿革
1889年、タラナキ・ラグビーフットボール・ユニオン（Taranaki Rugby Football Union）が設立された。
1976年、ニュージーランドの州ごとに選抜されたチームで競うNPC（ニュージーランド州代表選手権、National Provincial Championship）が始まった。
当初は、2部の北島ディビジョンで出場し、そこで4回優勝した（1976年、1982年、1983年、1984年）。その後、全国2部で3回優勝（1985年、1992年、1995年）。
2014年と2023年には、NPC優勝を果たした。

## タラナキ・ラグビーフットボール・ユニオン
シニアクラブや学校ラグビーを含む、タラナキ地方のクラブラグビーを管理している。
スポーツ・タラナキ（Sport Taranaki）に、タラナキ・ラグビーフットボール・ユニオンの本部がある。
スーパーラグビーのギャラガー・チーフスは、タラナキほか全6ユニオンを拠点としている。